# 친케 카툰

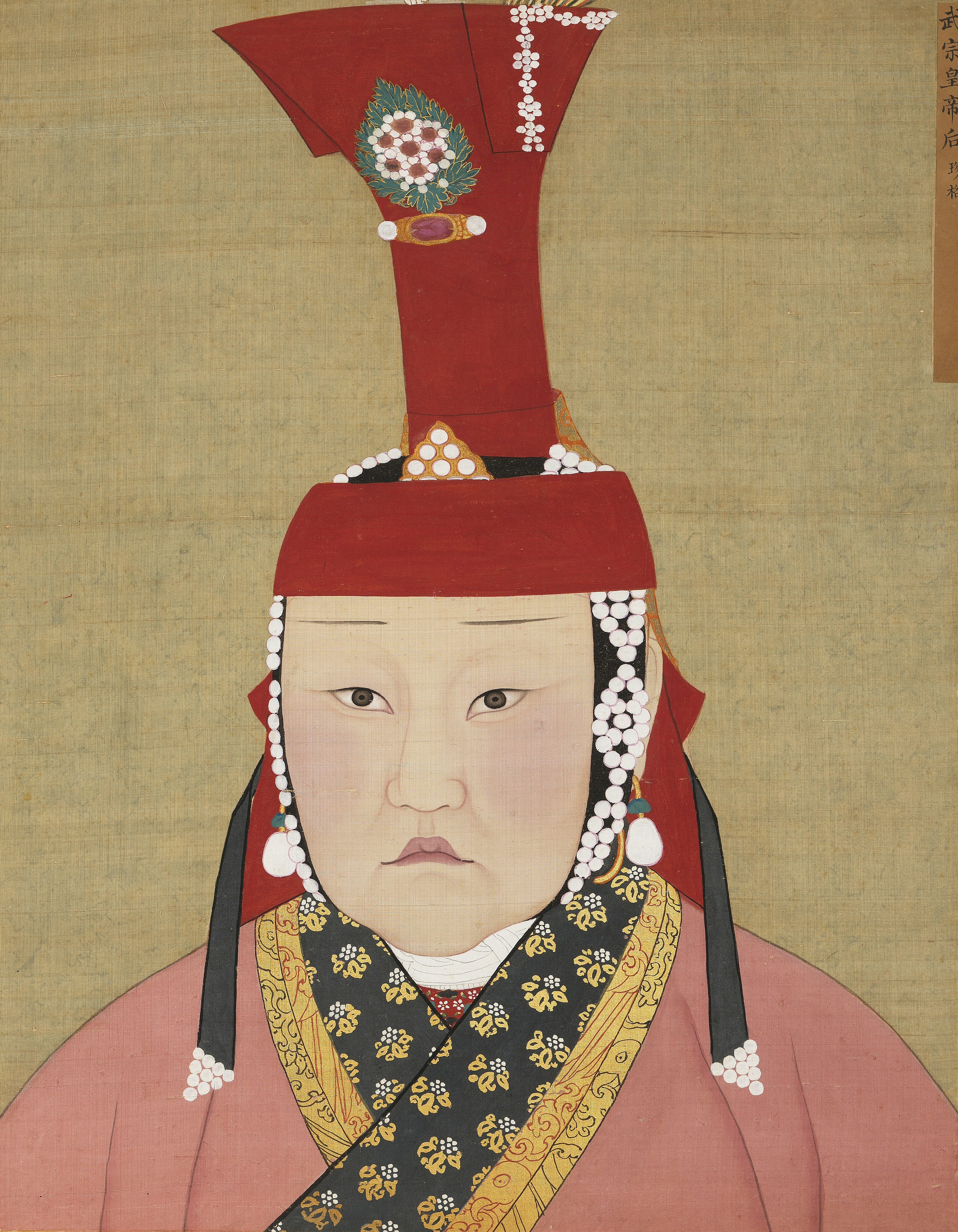
무종황제후(武宗皇帝后)
진격(珍格)

온기라트 친케(한국 한자: 弘吉剌眞哥 홍길랄진가, Жэнгэ, ? ~ 1327년 11월)는 원 무종 카이산(海山)의 황후(재위:1310년 ~ 1311년)이다. 그녀는 곤기라트 부족 출신으로, 보르테 카툰의 친정아버지 데이 세첸의 5대손이다. 부친은 벵부라(迸不剌)인데, 안진의 손자이자 사령관 토린(脫憐)의 증손녀였다.
그의 출생년월일과 초기 행적에 대한 기록은 나타나지 않는다. 지대 3년(1310년) 4월에 무종의 황후로 책봉되었다. 지대 4년(1311년) 무종이 붕어(崩御)하고, 무종의 동생인 인종 아유르바르와다(愛育黎拔力八達)가 즉위하자 그녀는 황태후가 되었다. 황경 2년, 불교 사찰 장추사(長秋寺)를 세우고 이곳을 거처로 삼았다. 장추사의 주지승려에게는 3품직이 하사되었다.
자녀 여부는 사서에 나타나지 않는다. 친케는 태정 4년[(1327년) 11월에 붕어했는데, 그녀에게 선자혜성황후(宣慈惠聖皇后)라는 시호가 내려졌다. 무종의 황후인 수케시리(速哥失里)는 그녀의 사촌 여동생이었다. 1335년 토곤 테무르 칸은 사당에 친케 카툰의 초상화를 안치하였다.
| 전임 불루간 | 원나라의 황후 1310년 ~ 1311년 | 후임 라드나시리 |